# Simon Magakwe
Simon Petrus Magakwe (Itsoseng, 14 maggio 1986) è un velocista sudafricano.

## Biografia
Il 14 marzo 2009 ai campionati sudafricani di Stellenbosch ha realizzato il suo miglior tempo personale sui 100 metri piani in 10"22, che gli ha consentito di vincere il titolo sudafricano.
Il 12 aprile 2014, durante i campionati sudafricani Pretoria, in quota, è diventato il 90º atleta della storia e il primo sudafricano ad abbattere la barriera dei dieci secondi, realizzando il tempo di 9"98 (vento favorevole di 1,4 m/s).
Nel mese di dicembre 2014 si è rifiutato di sottoporsi ad un test antidoping. La federazione sudafricana per tale ragione lo ha sospeso per 2 anni da qualsiasi competizione.
Il 12 maggio 2019, alle World Relays di Yokohama, con i suoi compagni di squadra Chederick van Wyk, Sinesipho Dambile e Akani Simbine, ha realizzato il record africano nella staffetta staffetta 4×200 m con il tempo di 1'20"42, che gli ha permesso di conseguire la medaglia d'argento nella specialità.

## Record nazionali

### Seniores
- Staffetta 4×100 metri: 37"65 ( Doha, 4 ottobre 2019)  (Thando Dlodlo, Simon Magakwe, Clarence Munyai, Akani Simbine)
- Staffetta 4×200 metri: 1'20"42 ( Yokohama, 12 maggio 2019)  (Simon Magakwe, Chederick van Wyk, Sinesipho Dambile, Akani Simbine)

## Palmarès
| Anno | Manifestazione          | Sede       | Evento      | Risultato        | Prestazione | Note                                     |
| ---- | ----------------------- | ---------- | ----------- | ---------------- | ----------- | ---------------------------------------- |
| 2009 | Mondiali                | Berlino    | 100 m piani | Quarti di finale | 10"71       |                                          |
| 2010 | Campionati africani     | Nairobi    | 100 m piani | Bronzo           | 10"14       |                                          |
| 2010 | Campionati africani     | Nairobi    | 200 m piani | Bronzo           | 20"56       |                                          |
| 2010 | Campionati africani     | Nairobi    | 4×100 m     | Oro              | 39"12       |                                          |
| 2011 | Universiadi             | Shenzhen   | 100 m piani | 7º               | 10"49       |                                          |
| 2011 | Universiadi             | Shenzhen   | 4×100 m     | Oro              | 39"25       |                                          |
| 2011 | Mondiali                | Taegu      | 100 m piani | Batteria         | 10"53       |                                          |
| 2012 | Campionati africani     | Porto-Novo | 100 m piani | Oro              | 10"29       |                                          |
| 2012 | Campionati africani     | Porto-Novo | 200 m piani | 4º               | 20"87       |                                          |
| 2012 | Campionati africani     | Porto-Novo | 4×100 m     | Oro              | 39"26       |                                          |
| 2014 | Giochi del Commonwealth | Glasgow    | 100 m piani | Semifinale       | 10"33       |                                          |
| 2014 | Giochi del Commonwealth | Glasgow    | 4×100 m     | 4º               | 38"35       |                                          |
| 2014 | Campionati africani     | Marrakech  | 100 m piani | 4º               | 10"19       |                                          |
| 2014 | Campionati africani     | Marrakech  | 200 m piani | Semifinale       | 20"87       |                                          |
| 2014 | Campionati africani     | Marrakech  | 4×100 m     | Batteria         | dq          |                                          |
| 2018 | Campionati africani     | Asaba      | 100 m piani | Bronzo           | 10"35       |                                          |
| 2018 | Campionati africani     | Asaba      | 4×100 m     | Oro              | 38"25       | Record dei campionati                    |
| 2019 | World Relays            | Yokohama   | 4×100 m     | Batteria         | 38"66       | Miglior prestazione personale stagionale |
| 2019 | World Relays            | Yokohama   | 4×200 m     | Argento          | 1'20"42     | Record africano                          |
| 2019 | Mondiali                | Doha       | 100 m piani | Batteria         | 10"25       |                                          |
| 2019 | Mondiali                | Doha       | 4×100 m     | 5º               | 37"73       |                                          |